# جيت موتو (لعبة فيديو)
جيت موتو (بالإنجليزية: Jet Moto)‏ ، هي لعبة فيديو من إنتاج شركة سينغال تراك لتطوير ألعاب الفيديو سنة 1996م، ونشرها سوني كمبيوتر إنترتينمنت ، وهي لعبة رياضية من نوع الدراجات النارية التي تسير فوق المياه والمستنقعات.

## وصلات خارجية
- الموقع الرسمي